# Biblioteca de la Ciudad de Oulu
La Biblioteca de la Ciudad de Oulu (en finés: Oulun kaupunginkirjasto) es una biblioteca municipal y regional en Oulu, Finlandia. El edificio principal de la biblioteca se encuentra en el centro de la ciudad, cerca de la plaza del mercado. También hay 14 bibliotecas sucursales en los barrios y una biblioteca para pacientes en el Hospital Universitario de Oulu.
La biblioteca principal se trasladó del edificio del museo del norte Ostrobothnia al actual edificio diseñado por los arquitectos Marjatta y Martti Jaatinen en 1982.